# Hradský tunel
Hradský tunel je železniční tunel na katastrálním území Dolní Dušnice části města Jablonec nad Jizerou. Leží na regionální železniční trati Martinice v Krkonoších – Rokytnice nad Jizerou v úseku Poniklá zastávka – Jablonec nad Jizerou-Hradsko v km 15,453–15,571.

## Historie
Koncese byla udělena 29. srpna 1898 k výstavbě trati ze stanice Jilemnice přes Přívlaky a Jablonec do Rokytnice, po případě s pokračováním do Grünthalu (Horního Polubného). Výstavba byla zahájena 10. října 1998 a do provozu byla trať uvedena 7. prosince 1899. Dráhu vlastnila společnost Místní dráha Martinice v Krkonoších – Rokytnice nad Jizerou od zahájení dopravy v prosinci 1899 až do svého zestátnění roku 1935. Na trati byl postaven jeden tunel, který byl dokončen na jaře 1899.

## Popis
Jednokolejný přímý tunel byl na železniční trati Martinice v Krkonoších – Rokytnice nad Jizerou mezi zastávkami Poniklá zastávka a Jablonec nad Jizerou-Hradsko. Byl ražen v ostrohu kopce (450 m n. m.) v meandru řeky Jizery. Tunel leží v nadmořské výšce 430 m a měří 118,00 m.